# Mystic Seaport
Mystic Seaport er et maritimt, historisk museum ved bredden af Mystic River, nær landsbyen Mystic i det sydøstlige Connecticut, USA. Museet har en stor samling af gamle sejlskibe og andre fartøjer. Desuden er museet indrettet som en "levende" søfartsby med en lang række arbejdende værksteder, placeret i historiske huse, hvoraf nogle er flyttet til området fra andre steder på USA's østkyst. Museet omfatter et areal på ca. 15 hektar.

## Etablering og formål
Museet blev grundlagt i 1929 som "Marine Historical Association" og kaldes i dag også for "The Museum of America and the Sea". I 1941 blev museet berømt, da man købte Charles W. Morgan, USA's eneste tilbageværende sejlførende hvalfangerskib. Museet var et af de første i USA, der forsøgte at levendegøre historien. I dag har museet omkring 3-400.000 besøgende om året.
Udover udstillingsaktiviteten udfører museet også forskning, og driver blandt andet Frank C. Munson Institute of American Maritime Studies og har flere uddannelser inden for maritim historie, blandt andet i samarbejde med Harvard University.

## Skibe og fartøjer på museet
Museet rummer adskillige større og mindre sejlfartøjer (og rester af sådanne). Blandt de mest interessante er

### Annie
Annie er en slup fra 1880, som oprindeligt blev brugt til kapsejlads. Den kom til museet i 1931, som det første fartøj. Annie blev restaureret i 2004.

### Australia
Australia var en kystskonnert fra 1862. Australia var oprindeligt bygget til at transportere fragt på lavt vand, og den blev brugt som blokadebryder under den amerikanske borgerkrig, indtil den blev opbragt af nordstaternes flåde. Efter borgerkrigen fortsatte Australia med at transportere varer, primært i Chesapeake Bay. Museet købte skonnerten i 1951. I 1962 ville man restaurere skibet, men dette var for ødelagt og i dag står resterne af skibet i en bygning, som eksempel på hvordan de gamle træskibe var konstrueret.

### Brilliant
Også Brilliant er en skonnert. Den er bygget i 1932 til havkapsejlads. På sin første tur over Atlanterhavet satte den rekord for skibe af den størrelse. Under 2. verdenskrig blev skibet brugt til at patruljere New Englands kyst, for at holde øje med fjendtlige ubåde. I denne periode var skibet forsynet med to maskinkanoner på dækket. Efter krigen blev skibet igen indrettet til kapsejlads, med en forøget rigning og andre forbedringer. Det lykkedes dog ikke at få skibet til at sejle hurtigere, og ejeren forærede det til Mystic Seaport i 1957.

### Charles W. Morgan
Charles W. Morgan er et hvalfangerskib, bygget i 1841. Skibet fungerede primært som moderskib for mindre hvalbåde, som blev transporteret, hængende i davider, når de ikke var i brug til hvaljagt. Desuden fungerede Charles W. Morgan som hvalkogeri, som afkogte olie af spækken fra de fangede hvaler. Endelig havde skibet tanke, hvor det kunne lagre den afsmeltede olie. Fra sin første rejse, der varede 3 år og fire måneder, hjembragte skibet 1.600 tønder spermacetolie (den fineste form for hvalolie), 800 tønder anden hvalolie og ca. 5 tons hvalknogler til en samlet værdi af 56.000 dollars.
Skibet fungerede i 80 år og foretog 37 togter, hvor der i alt blev hjembragt knap 55.000 tønder spermacetolie og 75 tons hvalknogler. I løbet af karrieren gjorde mere end 1.000 søfolk tjeneste på skibet, med en gennemsnitlig besætningsstørrelse på 33 mand.
Skibet "indstillede karrieren" i 1924, da interessen for og dermed prisen på hvalolie faldt efter at man havde lært at rafinere stenolie. Skibet kom til Mystic Seaport i 1941 og er i dag et National Historic Landmark. Charles W. Morgan har "medvirket" i fire spillefilm, blandt andet i Moby Dick fra 1956.

### Florence
Florence er et opmudringsfartøj fra 1926. Skibet blev anvendt til opmudring af sejlrenden gennem Long Island Sound. Florence kom til Mystic Seaport i 1982, og er det eneste opmudringsskib, der findes på museum. I dag bruges skibet til at transporte studerende, der skal indsamle eksempler på marin biologi.

### Gerda III
Gerda III er bygget i Danmark i 1928 som forsyningsskib til fyrskibene. I 1943 blev Gerda brugt til at smugle danske jøder til Sverige. Omkring 300 jøder kom til Sverige med Gerda III. Danmark forærede skibet til Museum of Jewish Heritage i New York City, som fortsat ejer det. Skibet er udlånt til Mystic Seaport, som står for vedligeholdelsen, og skibet er en del af museets permanente udstilling.

### Joseph Conrad
Joseph Conrad er bygget hos Burmeister og Wain i Danmark. Det blev søsat i 1882 og fungerede under navnet Georg Stage som skoleskib for danske søfolk frem til 1934. Skibet er en fuldrigger, en af verdens mindste fuldriggere, kun 36 meter langt og det har et deplacement på 213 tons. Som Georg Stage fungerede skibet som skoleskib for 80 kadetter ad gangen. I 1905 blev Georg Stage påsejlet af et engelsk fragtskib og sank. 22 kadetter druknede ved den lejlighed. Skibet blev dog bjærget og fortsatte sin tjeneste. I 1934 blev det nuværende Georg Stage bygget og det gamle blev solgt til australieren Alan Villiers, som omdøbte det til Joseph Conrad, efter marineforfatteren af samme navn. Villiers brugte skibet til en jordomsejling, og solgte det i 1936 til amerikaneren George Hartfort, som brugte det som lystyacht, efter at have installeret en dieselmaskine. I 1939 solgte Hartfort skibet til USA's regering, som brugte det som skoleskib frem til 1945. Herefter lå skibet i dok i 2 år, inden regeringen donerede det til Mystic Seaport. Her fungerer det stadig som skoleskib, dog uden at sejle.

### Andre skibe på museet
- Breack Marshall, fiskefartøj med sænkekøl fra 1986. Båden er en rekonstruktion af en typisk fiskerbåd fra Cape Cod området. Den sejler i dag med besøgende på Mystic River.
- Emma C. Berry. En fiskeslup fra 1866 og et af de ældste eksisterende amerikanske småfartøjer.
- Estella A. En slup fra 1904, brugt til hummerfangst ved Maines kyst. Den konkrete, gaffelriggede, skibstype kaldes en Friendship Sloop, efter byen Friendship i Maine, hvor skibstypen opstod.
- L. A. Dunton. En fiskeskonnert fra Massachusetts.
- Nellie. En skonnert fra 1891. Skibet blev oprindeligt brugt til at drægge østers i Long Island Sound.
- Regina M. En slup, bygget i 1900 i Passamaquoddy Bay i Maine. Fartøjet var oprindeligt bygget til at transportere fisk, fra fiskefartøjer til fabrikker på land.
- Resolute. En motorslup fra USA's flåde fra 1. verdenskrig.
- Sabino. Oprindeligt bygget i 1908 i Maine som færge på Damariscotta River. Senere blev skibet solgt og fungerede som færge på Kennebec River. I 1927 blev skibet igen solgt og kom nu til at fungere som færge mellem Portland, Maine og de nærliggende øer. I 1928 blev skibet forsynet med stabilisatorer. Skibet skiftede ejer flere gange, og endte med at transportere passagerer på Merrimack River i Massachusetts inden det i 1975 kom til Mystic Seaport.

I alt har Mystic Seaport mere end 500 fartøjer, hvoraf fire er erklæret som National Historic Landmark, Charles W. Morgan, L. A. Dunton, Emma C. Berry og Sabino.

## Bygninger
Bevaringsskibsværftet er en vigtig del af museet. Her anvendes traditionelle værktøjer og metoder til at bevare og istandsætte museets samling af historiske fartøjer. Bevaringsværftet har blandt andet bygget en kopi af slaveskibet Amistad, som i 2007 tog ud på en rejse, der bragte det rundt til Storbritannien, Portugal, Vestafrika og øerne Det Caribiske Hav for at fejre 200-året for slaveriets ophævelse i Storbritannien. I år deltager Amistad i 2009 Atlantic Tall Ship Challenge.
"Landsbyen" på Mystic Seaport er opbygget som en traditionel søfartsby fra det 19. århundrede og indeholder stort set alle de værksteder og erhverv, som skal til for at holde en flåede af sejlskibe på havet. Her finder man blandt andet skibshandler, sejlloft, reberbane, bødkeri, skibsagent, bank, trykkeri og kro. I alle bygningerne kan man se, de oprindelige aktiviteter, blandt andet kan man se bødkeren lave tønder, messingstøberen lave beslag og så videre. Desuden kan man se eksempler, på de produkter, der blev solgt i de forskellige butikker og værksteder.
I andre bygninger er der udstillinger. Blandt er der en bygning, der rummer skonnerten Australia, der er en bygning, hvor man kan se en 1:128 meget detaljeret model af byen, som den så ud i 1870. Bygningerne rummer også en udstilling af galionsfigurer og et planetarium.

## Andet
På museet finder man en rig information om fx historiske søfolk, ikke mindst tidligere skibskaptajner. Det er muligt at lære at sejle og turister kan – mod betaling – få lov til at sejle i nogle af de historiske fartøjer. Museet afholder en årlig træskibsregatta, og musikfestival med fokus på sømandssange og sømandsmusik.

## Eksterne referencer
- Mystic Seaport hjemmeside
- Mystic Seaport Podcast
- 360-grader panoramefotografi af Mystic Seaport Arkiveret 1. oktober 2009 hos  Wayback Machine
- Hjemmeside for Mystic Seaports bibliotek

41°21′45″N 71°57′55″V / 41.3625°N 71.9653°V